# Dictyostelium discoideum
Dictyostelium discoideum Rafer, 1935 è una ameba appartenente al genere Dictyostelium, molto studiata come organismo modello in biologia dello sviluppo, biologia molecolare e recentemente in tossicologia ambientale.
Come le altre specie appartenenti a questo genere, il D. discoideum è un'ameba unicellulare che vive nello strato di terriccio e foglie in decomposizione del sottobosco, nutrendosi essenzialmente di batteri. Nel caso in cui il cibo inizi a scarseggiare o comunque le condizioni ambientali diventino avverse, una moltitudine di amebe si aggregano rispondendo a stimoli chimici mediati da cAMP. Si origina così una forma pluricellulare talvolta definita pseudoplasmodio, somigliante ad una lumaca, in grado di spostarsi. Lo pseudoplasmodio migra verso zone fortemente illuminate e lì inizia un processo di differenziamento con la formazione una base, uno stelo e un corpo fruttifero nel quale le amebe si differenziano in spore, mentre le amebe che costituiscono lo stelo sono destinate a morire per disseccamento. Le spore vengono liberate e, in presenza di un ambiente favorevole, dal rivestimento protettivo emergono individui ameboidi unicellulari.
È un Eucariota, che condivide molti percorsi metabolici con gli organismi superiori. Inoltre possiede caratteristiche peculiari che lo rendono un buon modello per lo studio di: chemiotassi, differenziamento cellulare, trasduzione del segnale e fagocitosi.

## Genoma
La forma unicellulare possiede un corredo cromosomico aploide sequenziato interamente dal genetista Ludwig Eichinger. Contiene approssimativamente 12.500 geni su 6 cromosomi (per raffronto, il genoma umano ha 20.000-25.000 geni su 23 cromosomi). Presenta un alto livello dei nucleosidi adenosina e timina (~77%).
Il genoma completo è di circa 34 Mb.